# Ibn Yacoub
Ibn Yacoub  (in arabo ابن يعقوب‎?) è un centro abitato e comune rurale del Marocco situato nella provincia di Tata, regione di Souss-Massa. Conta una popolazione di 2 919 abitanti (censimento 2014).